# María Aurora Mejía Errasquín
María Aurora Mejía Errasquín (Madrid, 4 de julio de 1960) es una diplomática española. Es la embajadora de España en Austria (desde 2024).

## Carrera diplomática
Nacido en Madrid en 1960. Tras licenciarse en Derecho en la Universidad Complutense de Madrid, ingresó en la Escuela Diplomática (1987).
Ha estado destinada en las Embajadas de España en Bucarest (1987-1989), Copenhague (1989-1993), la Representación Permanente de España ante la OTAN en Bruselas (1996-2002), y en Brasilia (2002-2005).
Ha sido embajadora en misión especial para el Fomento de las Políticas de Igualdad de Género (2007-2008); embajadora de España en Bosnia y Herzegovina (2012-2015),y embajadora en Misión Especial para Afganistán y Pakistán, miembro del Grupo Internacional de Contacto para Afganistán (2015-2016).
Ha sido vocal asesora en el Departamento Internacional del Gabinete de la Presidencia del Gobierno (1995-1996), directora general de Cooperación Jurídica Internacional (2008-2010) y directora general de Cooperación Jurídica Internacional y Relaciones con las Confesiones en el Ministerio de Justicia (2010-2012), subdirectora general de Seguridad en la Dirección General de Política Exterior y de Seguridad (2016-2018); directora general de Europa Occidental, Central y Sudeste de Europa (2018-2020); y directora de la Oficina de Coordinación para la Presidencia Española de la Unión Europea (2021-2024).
Es la embajadora de España en Austria (desde 2024).
En diciembre de 2024 fue condecorada con la Cruz de la Orden Civil de Alfonso X el Sabio.